# Stefan Matalewski
Stefan Matalewski (ur. 5 listopada 1928 w Grodzisku Wielkopolskim, zm. 11 grudnia 2019) – polski nauczyciel akademicki Wyższej Szkoły Morskiej w Szczecinie. Członek Szczecińskiego Klubu Wysokogórskiego, podróżnik, meteorolog, oceanolog.
Uczestnik wypraw na Islandię, Grenlandię i Svalbard, w 1979/1980 członek wyprawy zimującej w polskiej stacji badawczej PAN w Hornsund na Spitsbergenie.
W 1972 uczestniczył w wyprawie w Atlas Wysoki, w 1978 z ekipą WSM przeszedł zamarzniętą Zatokę Botnicką.
Odznaczony medalem „Za Zasługi w Zwalczaniu Powodzi” i „Zasłużony Pracownik Morza”